# Antonín Štefek
Antonín Štefek (* 26. dubna 1963 Nový Jičín) je český římskokatolický kněz a v letech 2010 až 2017 rektor Arcibiskupského kněžského semináře v Olomouci.

## Život
Pochází z početné rodiny, své dětství prožil v Příboře se čtyřmi sourozenci. Po maturitě v roce 1982 začal studovat na Cyrilometodějské bohoslovecké fakultě v Litoměřicích. Jeho studium bylo přerušeno základní vojenskou službou, kterou absolvoval v letech 1984 až 1986 v Plzni na Borech. Po kněžském svěcení, které přijal 24. června 1989 v Olomouci, působil nejprve jako farní vikář ve Valašských Kloboukách. V letech 1990 až 1991 byl administrátorem ve Valašské Bystřici a poté v nedalekém Hutisku. Od července 1993 se stal farářem ve Vyškově, odkud rovněž v některých obdobích spravoval excurrendo farnosti Vyškov-Dědice, Rychtářov, Krásensko, Studnice a Topolany. Později byl také místoděkanem a od roku 1997 děkanem vyškovského děkanátu. V roce 2010 byl ustanoven rektorem Arcibiskupského kněžského semináře v Olomouci a od roku 2013 je také kanovníkem Metropolitní kapituly u svatého Václava v Olomouci. Po ukončení funkce rektora olomouckého semináře v roce 2017 byl jmenován farářem u sv. Michala v Olomouci.